# Zoológico de Aalborg
El Zoológico de Aalborg (en danés: Aalborg Zoo) es uno de los zoológicos más grandes de Dinamarca. Está situado cerca del centro de Aalborg, Cada año, El Zoológico de Aalborg es visitado por alrededor de 375.000 personas. El espacio abarca 8 hectáreas (20 acres), y mantiene a más de 1.200 animales pertenecientes a 138 especies.
En el zoológico de Aalborg también se gestiona el parque de atracciones de Karolinelund que fue comprado por el municipio de Aalborg en 2007. En la entrada, se puede ver la escultura Det gode kup (el "buen trato") de 1925, realizada por el artista CJ Bonnesen. La escultura fue donada al zoológico de Aalborg por una cervecería.